# Нижнее Сухое
Нижнее Сухое — деревня в Псковском районе Псковской области. Входит в состав Серёдкинской волости.
Расположена в 51 километре к северу от Пскова и в 13 км к юго-востоку от деревни Гверздонь.
| 2001 | 2002 | 2010 |
| ---- | ---- | ---- |
| 0    | →0   | →0   |

## История
До 1 января 2010 года деревня входила в состав ныне упразднённой Гверздонской волости.

## Топографические карты
- Лист карты O-35-XVII Новоселье. Масштаб: 1 : 200 000. Издание 1980 г.